# Чарльз-Фредерік Рейнгард
Чарльз-Фредерік Рейнгард (фр. Charles-Frédéric Reinhard; 2 жовтня 1761 — 25 грудня 1837) — французький дипломат, есеїст і політик із Вюртемберга, який недовго обіймав посаду міністра закордонних справ консульства в 1799 році. Він був жирондистом під час початкових етапів Французької революції, і був відправлений до ряду країн до і після свого міністерства. У 1806—1807 роках був призначений консулом і резидентом у Молдавії, а потім заарештований Російською імперією на один рік. Рейнгард отримав підвищення в епоху урядів Реставрації Бурбонів, які він представляв перед Німецькою Федерацією, і продовжив свою політичну кар'єру під час Липневої монархії.